# Josef Blösche
Josef Blösche (12. februar 1912 – 29. juli 1969) var medlem af  NSDAP (Det Nationalsocialistiske Tyske Arbejderparti) i Tyskland og tjente i SS & SD under 2. verdenskrig som Rottenführer.
Han blev kendt for verden som et symbol på nazisternes grusomhed i Warszawaghettoen gennem det berømte fotografi taget under opstanden, der viser en lille dreng i forgrunden, og Blösche som SS-soldaten med maskinpistolen.
Blösche blev pågrebet i DDR i 1967 og senere henrettet for krigsforbrydelser.